# Музей на изкуствата „Куинджи“
Музеят на изкуствата „Куинджи“ (на украински: Художній музей імені Куїнджі) е музей на изкуствата в Мариупол, Украйна. Посветен е на живота и творчеството на художника Архип Куинджи. Музеят отваря врати на 30 октомври 2010 година, въпреки че създаването му е било предлагано почти столетие по-рано. На 21 март 2022 година музеят е унищожен по време на обсадата на Мариупол.

## История
През 1914 година за първи път е предложено създаването на музей в Мариупол, посветен на Архип Куинджи. Артистичното общество „Куинджи“ прави предложение да дари на музея творби, но избухването на Първата световна война отлага вземането на решението. Отново през 1960-те години се обмисля сериозно построяването на музея, но няма финансиране за музей и вместо това е открита изложбена зала „Куинджи“. През 1997 година е дарена постройка и реновирането ѝ започва през 2008 година.
Музеят е открит на 30 октомври 2010 година като филиал на Мариуполския музей на краезнанието. Помещава се в сграда, построена през 1902 година като сватбен дар за съпругата на основателя на Реалното училище, Валентина Гадзинова. През 2015 година музеят чества 175-ата годишнина от рождението на патрона си.
Музеят е разрушен при въздушна бомбардировка на 21 март 2022 година по време на нападението на Русия над Украйна. В този момент трите оригинални творби на Архип Куинджи се намират извън музея, но картини на други художници, като например съвременника на Куинджи Иван Айвазовски, са в музея и са унищожени. Сред другите автори, чиито творби са били притежание на музея, са Виктория Ковалчук, Василий Верешчагин, Иван Шишкин.